# Ferdinand Birotheau
Ferdinand Birotheau (Les Clouzeaux, 8 juillet 1819 - Rennes, 20 octobre 1892) est un peintre français.

## Œuvre
Il est surtout connu pour ses portraits, notamment ceux de notables rennais, aujourd'hui conservés au musée des beaux-arts de Rennes : Portrait de Jean-Baptiste Martenot, Portrait de Jules Jan, Portrait de Rallier du Baty, Portrait du chanoine Duver.
Certaines de ces œuvres sont aussi conservées au musée municipal de La Roche-sur-Yon : Autoportrait (1863), Portrait en pied de Napoléon. Il est l'auteur d'une Mise au Tombeau à l'église Saint-Louis de La Roche-sur-Yon.